# Habitatge al carrer Forn, 8 (Tremp)
L'Habitatge al carrer Forn, 8 és un edifici de Tremp (Pallars Jussà) protegit com a Bé Cultural d'Interès Local.

## Descripció
Es tracta d'un edifici entre mitgeres situat al carrer del Forn. L'edifici consta d'una construcció de quatre altures, planta baixa, dos pisos i golfes. La fesomia de l'edifici amb el revestiment emblanquinat i els balcons amb reixes metàl·liques és fruit d'actuacions durant el segle xx. Es creu probable, però, que hi hagi algunes restes medievals degut a l'emplaçament del immoble, la irregularitat de les seves obertures i el paredat de pedra que s'entreveu sota l'emblanquinat.